# شکرالله بختیاری‌پور
شکرالله بختیاری‌پور سیاست‌مدار ایرانی بود، که در دوره‌های بیست و یکم، بیست و دوم و بیست و سوم مجلس شورای ملی به‌عنوان نماینده حوزهٔ انتخابیهٔ آبادان، از استان خوزستان در مجلس شورای ملی حضور داشت. 